# Episodi di Que Talento! (prima stagione)
La prima stagione del telefilm Que Talento! è andata in onda in Brasile dal 17 maggio 2014 al 2 giugno 2014 sul canale Disney Channel.
In Italia la serie è andata in onda dal 4 luglio 2017 su Rai Gulp.
| nº | Titolo originale   | Titolo italiano | Titolo TV USA     | Prima TV Italia |
| -- | ------------------ | --------------- | ----------------- | --------------- |
| 1  | Piloto             | -               | 17 maggio 2014    | Inedito         |
| 2  | Concurso Animal    | Episodio 1      | 24 maggio 2014    | 4 luglio 2017   |
| 3  | Garagem do Pânico  | Episodio 2      | 24 maggio 2014    | 4 luglio 2017   |
| 4  | Gelzinho           | Episodio 3      | 25 maggio 2014    | 5 luglio 2017   |
| 5  | Dança dos Astros   | Episodio 4      | 31 maggio 2014    | 5 luglio 2017   |
| 6  | Jogo do Amor       | Episodio 5      | 1º giugno 2014    | 6 luglio 2017   |
| 7  | Hipnose Maluca     | Episodio 6      | 2 giugno 2014     | 6 luglio 2017   |
| 8  | A Infiltrada       | Episodio 7      | 17 agosto 2014    | 7 luglio 2017   |
| 9  | I Love BT          | Episodio 8      | 27 agosto 2014    | 7 luglio 2017   |
| 10 | O Fantasma da Obra | Episodio 9      | 7 settembre 2014  | 8 luglio 2017   |
| 11 | Por Um Fio         | Episodio 10     | 17 settembre 2014 | 8 luglio 2017   |
| 12 | A Caixa            | Episodio 11     | 27 settembre 2014 | 9 luglio 2017   |
| 13 | 30 Minutos         | Episodio 12     | 7 novembre 2014   | 9 luglio 2017   |
| 14 | Prêmio 1           | Episodio 13     | 27 novembre 2014  | 10 luglio 2017  |